# Bylina (aerolínea)
Bylina (en ruso: Былина) es una compañía aérea fundada en el 2003 dedicada al transporte interior de pasajeros, así como operar charters ejecutivos privados y vuelos de negocios.

## Flota
La flota de Bylina está compuesta a marzo de 2007 de los siguientes aviones:
- 5 Yakovlev Yak-40